# Холл, Гэри (младший)
Гэ́ри Уэйн Холл-младший (англ. Gary Wayne Hall, Jr; род. 26 сентября 1974, Цинциннати, Огайо) — американский пловец, пятикратный олимпийский чемпион, трёхкратный чемпион мира.

## Спортивная биография
Плаванием Холл-младший начал заниматься в очень раннем возрасте, первым тренером для него стал отец.
На Олимпийских играх в Атланте 21-летний Гэри Холл рассматривался, как главная надежда сборной в плавательном бассейне. Действующий президент США Билл Клинтон специально прибыл на финальный заплыв на дистанции 50 метров вольным стилем, чтобы лично поздравить Гэри Холла с победой. Но победа досталась россиянину Александру Попову. Но без золота Холл не уехал с Игр. Он стал двукратным чемпионом в составе эстафетных команд в вольном стиле и комплексном плавании. Причём во время этапа эстафеты вольным стилем Холл вновь соперничал с Поповым, но на этот раз опередил его.
В 1999 году спортсмену поставили диагноз диабет I типа. Это означало, что Холлу больше нельзя было профессионально заниматься плаванием. Но он нашёл в себе силы побороть болезнь и вернуться на международную арену.
Противостояние Холла и Попова продолжилось на Олимпиаде в Сиднее. Дистанция 50 метров вольным стилем в этот раз осталась за Холлом, который поделил первое место с соотечественником Энтони Эрвином. А на дистанции 100 метров Гэри вновь уступил Александру Попову, но в этот раз ещё быстрее проплыл голландец Хугенбанд. И вновь две эстафетных медали пополнили копилку американца. Золото в комплексной и серебро в эстафете вольным стиле.
После удачных игр Холл ушёл в тень, практически не участвуя в соревнованиях. Но к играм в Афинах Холл вновь подошёл в оптимальной форме. Была одержана очередная победа на коронной дистанции 50 метров и также бронза в комплексной эстафете 4х100.
Гэри Холл пытался отобраться и на Олимпийские игры в Пекин, но не сумел пройти национальный отбор.
Всего на Олимпийских играх Гэри Холл стартовал на 10 дистанциях, как индивидуальных, так и эстафетных и завоевал 10 медалей, то есть ни разу он не оставался за пределами призовой тройки.

## Допинг
Первый допинговый скандал с участием Гэри Холла случился сразу после Олимпийских игр в Атланте. В крови пловца были обнаружены следы марихуаны, но поскольку в то время это не являлось поводом для дисквалификации, Холл получил только предупреждение. В 1998 году американец вновь был пойман на употреблении марихуаны и уже был отстранён от участия в соревнованиях на 3 месяца.
В настоящее время является активным противником употребления допинга в спортивном мире.

## Личная жизнь
Отцом Гэри Холла-младшего является известный пловец, трижды призёр Олимпийских игр Гэри Холл-старший. Вместе с ним Холл-младший основал The Race Club, в котором тренируются перспективные пловцы.
В 1997 году окончил Техасский университет.

## Интересные факты
- В 2006 году Гэри Холл вместе со своей сестрой Бебе занимался подводной рыбалкой. Во время очередного погружения сестра Холла подверглась нападению акулы. Гэри начал отбиваться от неё, ударяя ногой в нос, а сестра в это время выстрелила в акулу из гарпуна, после чего та скрылась. Сам Гэри не пострадал, а у Бебе была повреждена рука[3].